# Knijp

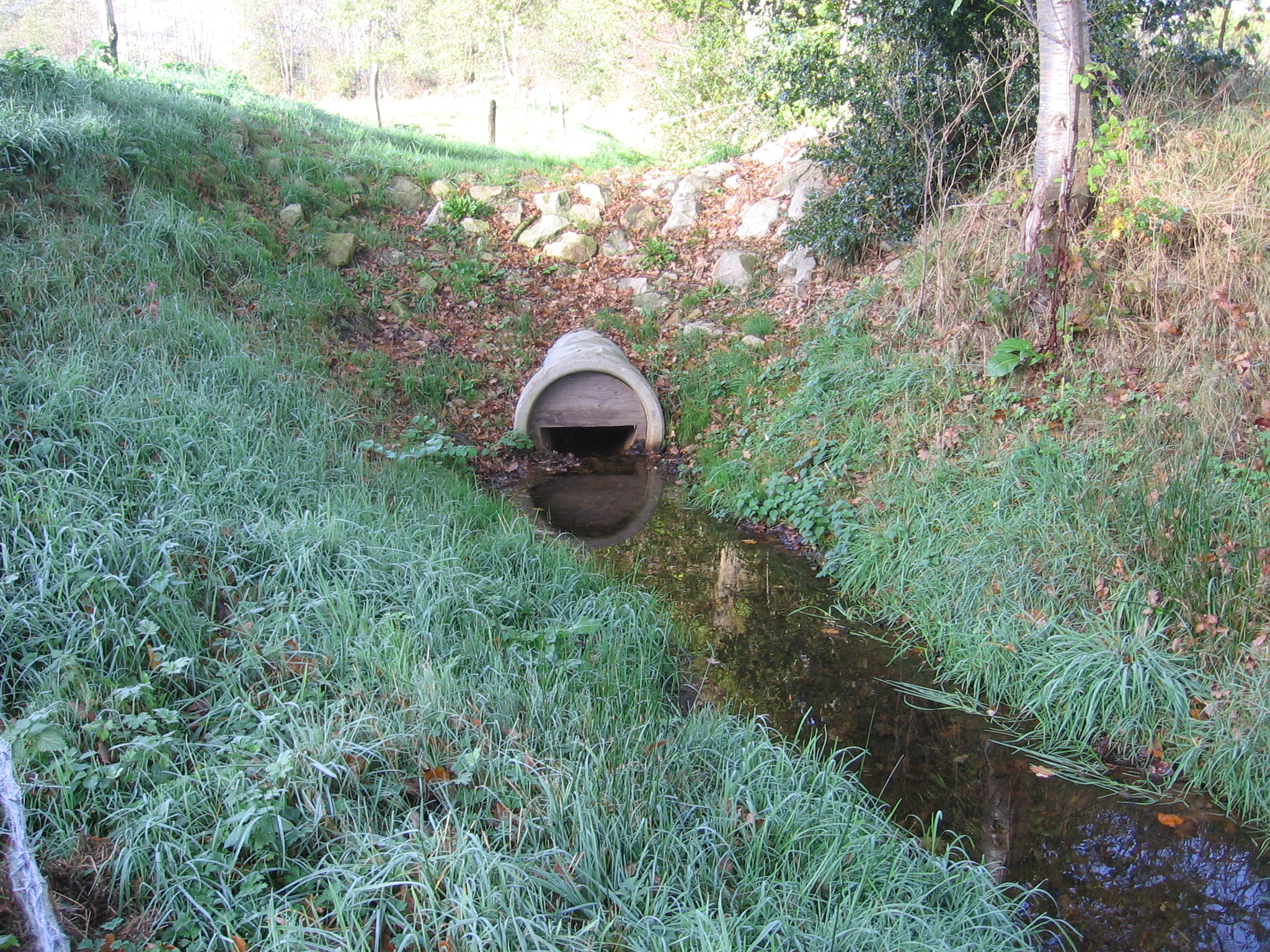
Een knijpduiker van de Hambroekermaten

Een knijp is een kunstmatige versmalling in een watergang die bedoeld is om water langzamer te laten stromen. De stroming wordt afgeknepen. Qua functie lijkt het dus veel op een stuw.
Wordt voor het knijpen een duiker gebruikt, dan spreekt men wel van een knijpduiker. Als het om een houten plank gaat die wordt opgetrokken om water in te laten (een inlaat) dan wordt ook van een klief gesproken.
Enkele plaatsen zijn genoemd naar een knijp:
- De Knijp (bij Zandeweer)
- De Knijp (Gronings: Kniep), een buurt van Den Ham (bij Aduard)
- De Knipe (bij Heerenveen), vóór 1970 Bovenknijpe en Benedenknijpe)